# Phoque à capuchon
Cystophora cristata
Cet article concerne le genre et l'espèce de phoque. Pour le genre d'algue brune, voir Cystophora (algue).
Genre
Espèce
Statut de conservation UICN

 VU A3c : Vulnérable
Le Phoque à capuchon (Cystophora cristata) est une espèce de mammifères carnivores, de la famille des Phocidés. On le trouve uniquement dans l'Atlantique nord, dans un espace allant des Svalbard à l'est au golfe du Saint-Laurent à l'ouest. Cystophora cristata est la seule espèce du genre Cystophora.

## Description
Le male adulte mesure en moyenne 2,5 m de long pour un poids de 300 kg. La femelle mesure 2,2 m et pèse rarement plus de 160 kg. La différence de taille entre le mâle et la femelle est visible à partir de 1 an.
Le phoque à capuchon a une couleur argentée; le corps est marqué par des taches noires réparties de manière irrégulière. La tête est plus sombre que le reste du corps et ne comporte pas de taches.
Le bulbe se développe lorsque le phoque atteint l'âge de quatre ans. Le mâle peut gonfler ce bulbe de façon que sa tête semble avoir le double de sa taille. Très rarement, le bulbe peut s'infecter et prendre une couleur rouge vif.

## Mode de vie
D'avril à juin, après la période de reproduction, les phoques à capuchons parcourent de longues distances pour se nourrir et se réunissent à nouveau sur la glace dans des zones de mues séparées de juin à août. Après la mue, ils se dispersent à nouveau largement pour se nourrir et retournent dans les aires de reproduction à la fin de l'hiver.

## Reproduction
Le phoque à capuchon a quatre aires principales de reproduction: le golfe du Saint-Laurent, la côte est de Terre-Neuve, le détroit de Davis (entre le Groenland et le nord du Canada et la banquise à l'ouest de l'île Jan Mayen.

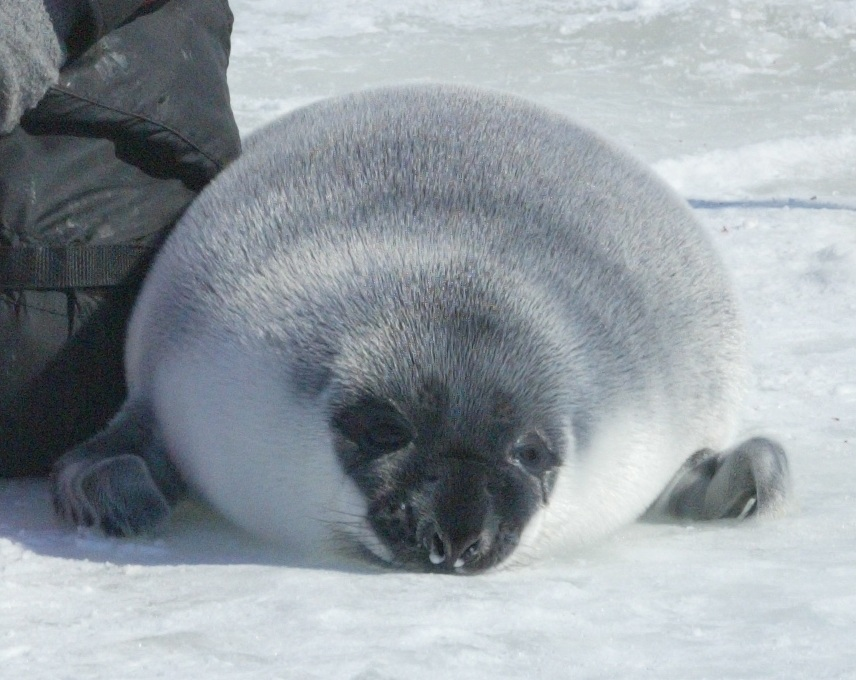
Jeune phoque à capuchon dans le golfe du Saint-Laurent

Le petit naît sur la banquise entre mi-mars et début avril. Il mesure alors entre 90 et 105 cm et pèse environ 20 kg. Il possède déjà une couche de graisse bien développée. Sa fourrure est bleu-gris avec une couleur crème pâle sur le ventre. Il la perd lors d'une mue à l'âge de 14 mois environ.
La période d'allaitement ne dure que quatre jours, pendant lesquels la taille des petits double. C'est possible grâce à la teneur en graisse très élevée du lait (60 %). Cette période d'allaitement est la plus courte de tous les mammifères.
La femelle atteint la maturité sexuelle entre 3 et 6 ans et le mâle entre 5 et 7 ans.

## Régime alimentaire
Le régime alimentaire du phoque à capuchon est composé de krill et de poissons, dont le capelan, le hareng, le sébaste et la morue. Ils se nourrissent également de moules, d'étoiles de mer et de calmars.

## Espérance de vie
Le phoque à capuchon peut vivre entre 30 et 35 ans.

## Répartition

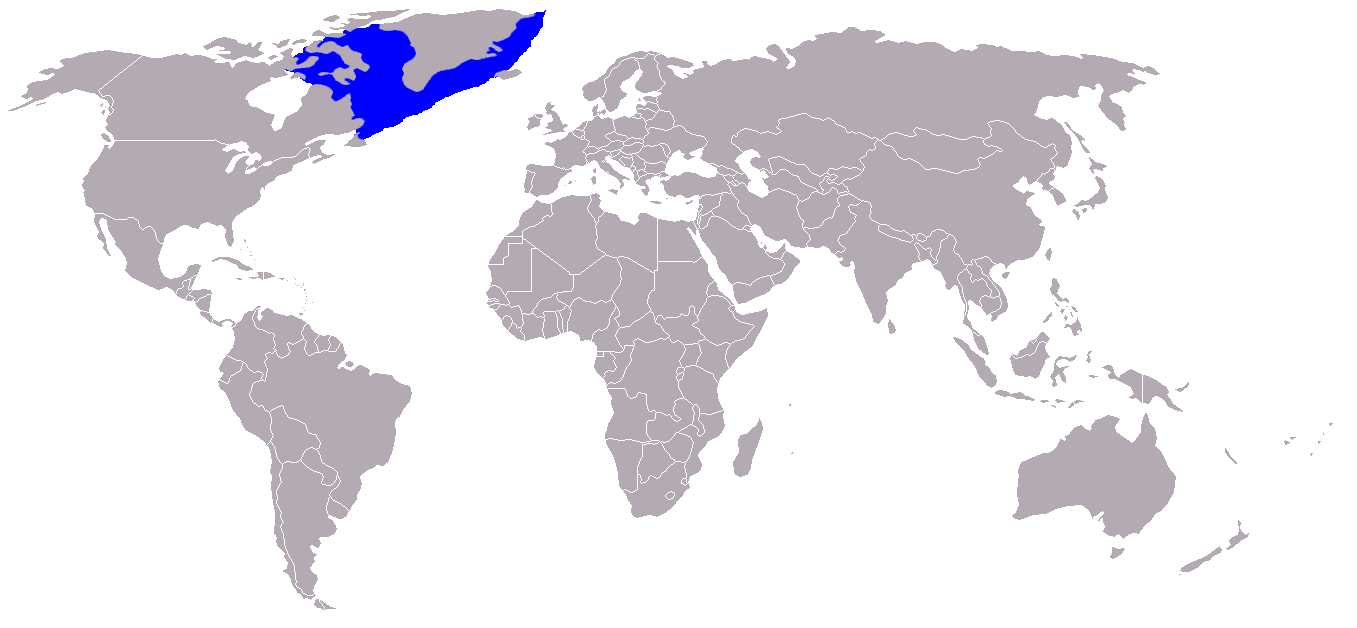
Répartition dans le monde

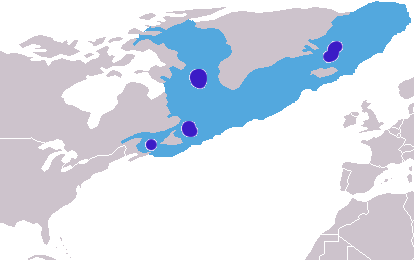
Colonies de reproduction
Individus isolés